# Eugamandus tuberculatus
Eugamandus tuberculatus är en skalbaggsart som beskrevs av Fisher 1942. Eugamandus tuberculatus ingår i släktet Eugamandus och familjen långhorningar.
Artens utbredningsområde är Kuba. Inga underarter finns listade i Catalogue of Life.